# Hrabstwo Charlevoix
Charlevoix – hrabstwo w USA, w stanie Michigan  na Półwyspie Dolnym. Siedzibą hrabstwa jest Charlevoix.

## Miasta
- Boyne City
- Charlevoix
- East Jordan

## Jednostki osadnicze
- Advance
- Bay Shore
- Horton Bay
- Ironton
- Norwood
- St. James
- Walloon Lake
- Peaine

## Hrabstwo Charlevoix graniczy z następującymi hrabstwami
- Emmet
- Cheboygan
- Otsego
- Antrim